# Передбачення загальної теорії відносності
Загальна теорія відносності передбачає багато ефектів. В першу чергу, для слабких гравітаційних полів і повільно рухомих тіл вона відтворює передбачення ньютонової теорії тяжіння, як це має бути згідно з принципом відповідності. Ефекти, що специфічно відрізняють її, проявляються в сильних полях (наприклад, у компактних астрофізичних об'єктах) та/або для релятивістських тіл і об'єктів (наприклад, відхилення світла). У випадку слабких полів загальна теорія відносності передбачає тільки слабкі поправочні ефекти, які, однак, вже виміряні в разі Сонячної системи з точністю до частки відсотка і рутинним чином враховуються у програмах космічної навігації та астрономічних спостереженнях.

## Ефекти, пов'язані з прискоренням систем відліку
Вперше вплив прискорення на системи відліку описав Ейнштейн ще в 1907 році у рамках спеціальної теорії відносності. Таким чином, деякі з описуваних нижче ефектів присутні і в ній, а не тільки в ЗТВ. (Однак їх повний опис, узгоджується з експериментом, що можливо лише в рамках загальної теорії відносності, наприклад, відхилення променя світла в гравітаційному полі, обчислене в рамках СТВ, дає вдвічі менший результат, ніж в ЗТВ і в спостереженнях.)
Перший з цих ефектів — гравітаційне сповільнення часу, через яке будь-які годинники йтимуть тим повільніше, чим глибше в гравітаційній ямі (ближче до гравітуючого тіла) вони розташовані. Цей ефект безпосередньо підтверджено в експерименті Хафеле — Кітінга і враховується в системах супутникової навігації (GPS, ГЛОНАСС, Галілео). Відсутність такого врахування призвела б до відходу на десятки мікросекунд на добу (тобто до втрати точності позиціювання, що вимірюється кілометрами на день).
Безпосередньо пов'язаний з цим ефект — гравітаційне червоне зміщення світла. Під цим ефектом розуміють зменшення частоти світла відносно локального годинника (відповідно, зміщення ліній спектра до червоного кінця спектра відносно локальних масштабів) при поширенні світла з гравітаційної ями назовні (з області з меншим гравітаційним потенціалом в область з більшим потенціалом). Гравітаційне червоне зміщення виявлено в спектрах зір і Сонця і надійно підтверджено в експерименті Паунда і Ребки.
Гравітаційне уповільнення часу тягне за собою ще один ефект, названий ефектом Шапіро (також відомий як гравітаційна затримка сигналу). Через цей ефект у полі тяжіння електромагнітні сигнали йдуть довше, ніж за відсутності цього поля. Це явище виявлено під час радіолокації планет Сонячної системи, при зв'язку з космічними апаратами, що проходять позаду Сонця, а також при спостереженні сигналів від подвійних пульсарів.

## Гравітаційне відхилення світла

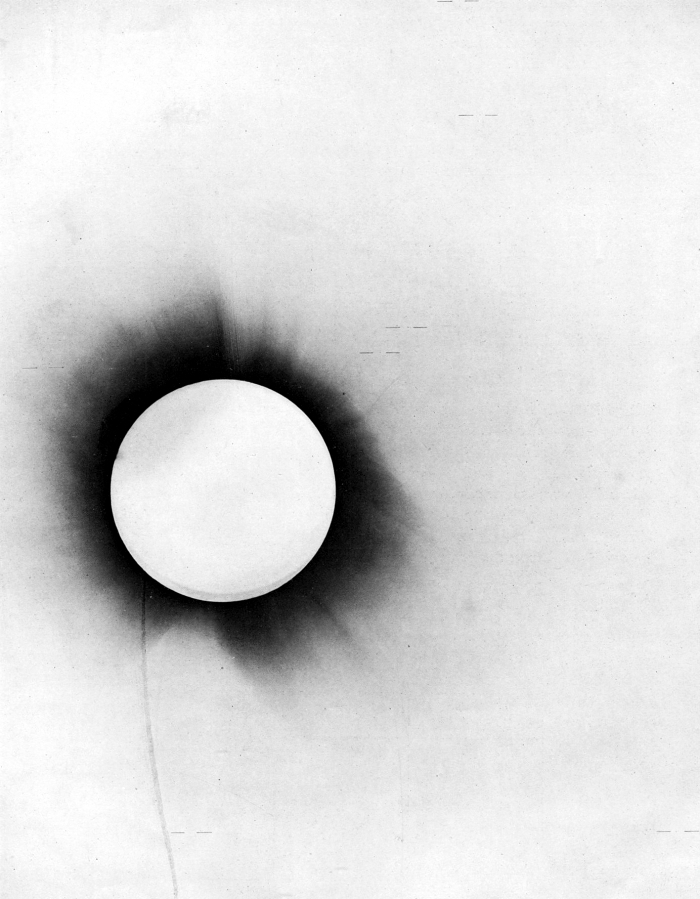
Найвідоміша рання перевірка ЗТВ стала можливою завдяки повному сонячному затемненню 1919 року. Артур Еддінгтон показав, що світло від зорі викривлялося поблизу Сонця відповідно до передбачень ЗТВ

Викривлення шляху світла відбувається в будь-якій прискореній системі відліку. Детальний вигляд спостережуваної траєкторії і гравітаційні ефекти лінзування залежать, проте, від кривизни простору-часу. Ейнштейн вперше обчислив відхилення променя світла в гравітаційному полі в 1907 році, залишаючись у рамках СТВ і застосувавши локальний принцип еквівалентності; кривина траєкторії виявилася такою ж, яка передбачалася класичною механікою для частинок, що рухаються зі швидкістю світла. Лише в 1916 році Ейнштейн виявив, що кутовий зсув напрямку поширення світла в ЗТВ в два рази більший, ніж у ньютонівській теорії. Таким чином, це передбачення стало ще одним способом перевірки ЗТВ.
Від 1919 року дане явище підтверджено астрономічними спостереженнями зір у процесі затемнень Сонця, а також радіоінтерферометричними спостереженнями квазарів, що проходять поблизу Сонця під час його шляху по екліптиці.
Під дією величезної маси Сонця вигляд небесної сфери спотворюється не тільки поблизу нього, але й на великих кутових віддаленнях, хоча й меншою мірою. Точні астрометричні спостереження положень зірок супутника Гіппаркос підтвердили ефект. Супутник виконав 3,5 млн вимірювань положення зірок з типовою похибкою 3 тисячних кутової секунди (міліарксекунд, mas). При вимірюваннях з такою точністю стає істотним навіть гравітаційне відхилення Сонцем світла зірки, розташованої на небесній сфері на 90° від Сонця; в такому «квадратурному» положенні це відхилення дорівнює 4,07 mas. Внаслідок річного руху Сонця по небесній сфері відхилення зір змінюються, що дозволяє досліджувати залежність відхилення від взаємного положення Сонця і зорі. Середньоквадратична похибка вимірювання гравітаційного відхилення, усередненого за всіма вимірами, склала 0,0016 mas, хоча систематичні похибки погіршують точність, з якою вимірювання узгоджуються з передбаченнями ЗТВ, до 0,3 %.
Гравітаційне лінзування відбувається, коли один віддалений масивний об'єкт міститься поблизу або безпосередньо на лінії, що з'єднує спостерігача з іншим об'єктом, значно віддаленішим. У цьому випадку викривлення траєкторії світла ближчою масою призводить до спотворення форми віддаленого об'єкта, яке за малої роздільності спостереження приводить, переважно, до збільшення сукупної яскравості віддаленого об'єкта, тому це явище було названо лінзуванням. Першим прикладом гравітаційного лінзування стало отримання в 1979 році двох близьких зображень одного й того ж квазара QSO 0957+16 A, B (z = 1,4) англійськими астрономами Д. Волшем і ін. «Коли з'ясувалося, що обидва квазари змінюють свій блиск в унісон, астрономи зрозуміли, що насправді це два зображення квазара, спричинені ефектом гравітаційної лінзи. Незабаром знайшли й саму лінзу — далеку галактику (z=0,36), що лежить між Землею і квазаром». Відтоді було знайдено багато інших прикладів віддалених галактик і квазарів, яких торкається гравітаційне лінзування. Наприклад, відомий так званий Хрест Ейнштейна, коли галактика утворює 4 зображення далекого квазара у вигляді хреста.
Особливий тип гравітаційного лінзування називається кільцем або дугою Ейнштейна. Кільце Ейнштейна виникає, коли досліджуваний об'єкт розташований безпосередньо позаду іншого об'єкта зі сферично-симетричним полем тяжіння. У цьому випадку світло від більш віддаленого об'єкта спостерігається як кільце навколо ближчого об'єкта. Якщо віддалений об'єкт буде трохи зміщений в один бік і/або поле тяжіння не сферично-симетричне, то замість цього з'являться часткові кільця, що називаються дугами.
Нарешті, у будь-якої зорі може збільшуватися яскравість, коли перед нею проходить компактний масивний об'єкт. У цьому випадку збільшені і спотворені через гравітаційне відхилення світла зображення далекої зорі не можуть бути розділені (вони розташовані дуже близько одне від одного) і спостерігається просто підвищення яскравості зорі. Цей ефект називають мікролінзуванням, і він спостерігається тепер регулярно в рамках проєктів, які вивчають невидимі тіла нашої Галактики на основі гравітаційного мікролінзування світла від зір — МАСНО, EROS та інші.

## Чорні діри

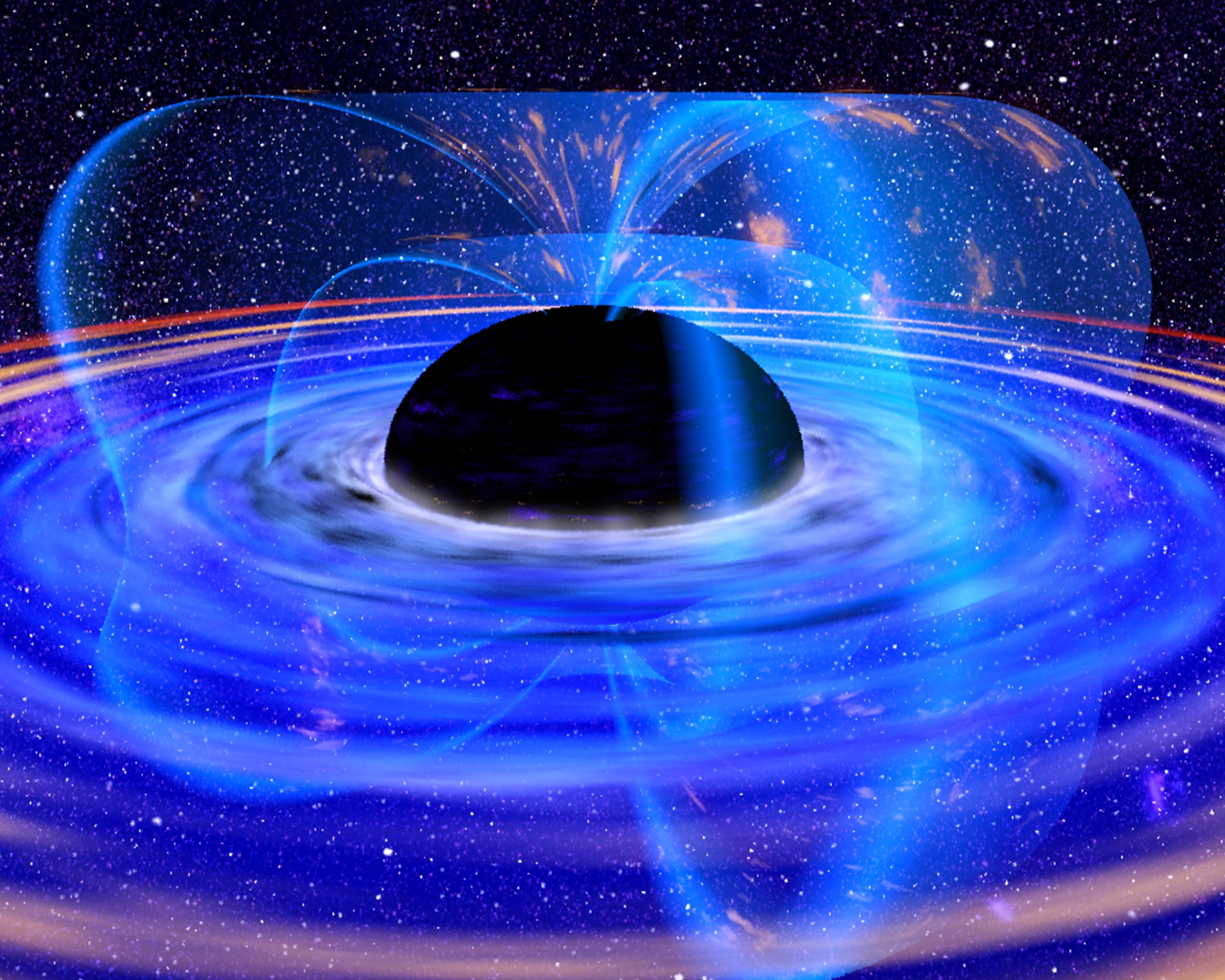
Малюнок художника: акреційний диск гарячої плазми, що обертається навколо чорної діри

Чорна діра — область, обмежена так званим горизонтом подій, яку не може покинути ні матерія, ні інформація. Передбачається, що такі області можуть утворюватися, зокрема, як результат колапсу масивних зірок. Оскільки матерія може потрапляти в чорну діру (наприклад, з міжзоряного середовища), але не може її залишати, маса чорної діри з часом може тільки зростати.
Стівен Гокінг, проте, показав, що чорні діри можуть втрачати масу за рахунок випромінення, названого випромінювання Гокінга. Випромінювання Гокінга являє собою квантовий ефект, який не порушує класичної ЗТВ.
Відомо багато кандидатів у чорні діри, зокрема надмасивний об'єкт, пов'язаний з радіоджерелом Стрілець A* в центрі нашої Галактики. Більшість учених переконані, що спостережувані астрономічні явища, пов'язані з цим та іншими подібними об'єктами, надійно підтверджують існування чорних дір, однак існують й інші пояснення: наприклад, замість чорних дір пропонуються бозонні зорі й інші екзотичні об'єкти.

## Орбітальні ефекти
ЗТВ коригує передбачення ньютонівської теорії небесної механіки щодо динаміки гравітаційно зв'язаних систем: Сонячна система, подвійні зорі тощо.
Перший ефект ЗТВ полягав у тому, що перигелії всіх планетних орбіт будуть прецесувати, оскільки гравітаційний потенціал Ньютона буде мати малу добавку, що приводить до формування незамкнутих орбіт. Це передбачення було першим підтвердженням ЗТВ, оскільки величина прецесії, виведена Ейнштейном у 1916 році, повністю збіглася з аномальною прецесією перигелію Меркурія. Таким чином розв'язано відому на той час проблему небесної механіки.
Пізніше релятивістська прецесія перигелію спостерігалася також у Венери, Землі, і як сильніший ефект у системі подвійного пульсара. За відкриття першого подвійного пульсара PSR B1913+16 в 1974 році і дослідження еволюції його орбітального руху, в якій проявляються релятивістські ефекти, Р. Галс і Д. Тейлор в 1993 році отримали Нобелівську премію з фізики.
Другий ефект — змінення орбіти, пов'язане з гравітаційним випромінюванням подвійної (і більше кратної) системи тіл. Цей ефект спостерігається в системах з близько розташованими зорями і полягає в зменшенні періоду обертання. Він грає важливу роль в еволюції близьких подвійних і кратних зірок. Ефект вперше спостерігався у вищезгаданій системі PSR B1913+16 і з точністю до 0,2 % збігся з прогнозами ЗТВ.
Ще один ефект — геодезична прецесія. Вона являє собою прецесію полюсів обертового об'єкта через ефекти паралельного перенесення в криволінійному просторі-часі. Цей ефект відсутній у ньютонівській теорії тяжіння. Пророкування геодезичної прецесії перевірено в експерименті з зондом НАСА «Гревіті Проуб Бі» (Gravity Probe B). Керівник досліджень даних, отриманих зондом, Френсіс Еверитт на пленарному засіданні Американського фізичного товариства 14 квітня 2007 року заявив, що аналіз даних гіроскопів дозволив підтвердити передбачену Ейнштейном геодезичну прецесію з точністю краще 1 %. У травні 2011 опубліковано остаточні підсумки обробки цих даних: геодезична прецесія становила −6601,8 ± 18,3 mas/рік, що в межах похибки експерименту збігається з передбаченим ЗТВ значенням −6606,1 mas/рік. Цей ефект раніше перевірено також спостереженнями зсуву орбіт геодезичних супутників LAGEOS і LAGEOS-2 і повороту осі обертання пульсара PSR B1913+16; у межах похибок відхилення від теоретичних передбачень ЗТВ не виявлено.

## Захоплення інерціальних систем відліку
Захоплення інерціальних систем відліку обертовим тілом полягає в тому, що обертовий масивний об'єкт «тягне» простір-час у напрямку свого обертання: віддалений спостерігач у спокої відносно центра мас обертового тіла виявить, що найшвидшим годинником, тобто нерухомим відносно локально-інерціальної системи відліку, на фіксованій відстані від об'єкта є годинник, що має компоненту руху навколо обертового об'єкта в напрямку обертання, а не той, що перебуває у спокої відносно спостерігача, як це відбувається для необертового масивного об'єкта. Так само віддалений спостерігач встановить, що світло рухається швидше в напрямку обертання об'єкта, ніж проти його обертання. Захоплення інерціальних систем відліку також викличе зміну орієнтації гіроскопа в часі. Для космічного корабля на полярній орбіті напрямок цього ефекту перпендикулярний до геодезичної прецесії, згаданої вище.
Оскільки ефект захоплення інерціальних систем відліку в 170 разів слабкший від ефекту геодезичної прецесії, стенфордські вчені протягом 5 років витягували його «відбитки» з інформації, отриманої на спеціально запущеному з метою вимірювання цього ефекту супутнику «Гревіті Проуб Бі». В травні 2011 року оголошено остаточні підсумки місії: вимірювана величина захоплення склала −37,2 ± 7,2 mas/рік, що в межах точності збігається з прогнозом ЗТВ: −39,2 mas/год.

## Інші передбачення
- Еквівалентність інерційної і гравітаційної маси: наслідок того, що вільне падіння — рух за інерцією.
  - Принцип еквівалентності: навіть самогравітуючий об'єкт відгукнеться на зовнішнє поле тяжіння тою ж мірою, що й тестова частинка (порушується в альтернативних теоріях гравітації).
- Гравітаційне випромінювання: орбітальний рух будь-яких гравітаційно зв'язаних систем (зокрема, тісних пар компактних зір — білих карликів, нейтронних зір, чорних дір), а також процеси злиття нейтронних зір і/або чорних дір, як очікується, повинні супроводжуватися випромінюванням гравітаційних хвиль.
  - Є непрямі докази існування гравітаційного випромінювання у вигляді вимірювань темпу втрати енергії орбітального обертання подвійних пульсарів. Ефект вперше спостерігався у вищезгаданій системі PSR B1913+16 і з точністю до 0,2 % збігся з прогнозами ЗТВ.
  - Злиття подвійних пульсарів і інших пар компактних зір створює гравітаційні хвилі, досить сильні, щоб спостерігатися на Землі. На 2018 рік існує (чи планується найближчим часом до будівництва) кілька гравітаційних телескопів, для спостереження подібних хвиль. Безпосередня реєстрація гравітаційних хвиль — сигнал злиття двох чорних дір зоряної маси з амплітудою в максимумі близько 10−21 — відбулася вперше 14 вересня 2015 року. На жовтень 2017 року виявлено п'ять таких подій (і одну подію-кандидата). Ці події вперше дозволили безпосередньо перевірити ЗТВ у сильних полях.
  - Тільки зміна квадрупольного моменту або вищих мультипольних моментів розподілу мас системи призводить до гравітаційного випромінювання. Дипольне і монопольне[24] гравітаційне випромінювання заборонені згідно з передбаченнями ЗТВ[25].